# Marcel Sakáč junior
Marcel Sakáč (* 29. Mai 1972 in Bratislava) ist ein ehemaliger slowakischer Eishockeyspieler, der unter anderem für die Graz 99ers in der österreichischen Bundesliga sowie für den 1. EV Weiden, Grefrather EV, Iserlohner EC und EV Duisburg in der zweithöchsten deutschen Spielklasse aktiv war. Mit dem HC Slovan Bratislava wurde er einmal Slowakischer Meister.

## Karriere
Die Profikarriere von Marcel Sakáč begann Anfang der 1990er-Jahre in Nordamerika, wo er nach zwei Jahren in der Nachwuchsmannschaft Penticton Panthers in der Saison 1993/94 hauptsächlich für die Memphis RiverKings in der Central Hockey League auflief. Anschließend kehrte der Center in seine Heimat zurück und verbrachte eine Spielzeit beim HC Slovan Bratislava in der Extraliga.
Ab 1995 setzte Sakáč seine Karriere dann in Deutschland fort. Er spielte bis ins Jahr 2000 für die Zweitligisten 1. EV Weiden, Grefrather EV und Iserlohner EC sowie den Drittligisten ERC Haßfurt – unterbrochen nur von kurzen Gastspielen beim ŠHK Danubia 96 Bratislava und der B-Mannschaft des HC Slovan Bratislava in der zweiten slowakischen Liga.
In der Saison 2000/01 schloss sich Sakáč den Graz 99ers an, verließ den Verein nach 20 Spielen allerdings bereits wieder. Auch die Spielzeit 2001/02 sollte für den Stürmer ein Jahr mit drei unterschiedlichen Teams werden: Über den schwedischen Drittligisten Överkalix IF und den EV Duisburg aus der 2. Bundesliga kehrte er zum HC Slovan Bratislava zurück, mit dem er am Saisonende die Slowakische Meisterschaft gewann. Nach einer Saison beim MHk 32 Liptovský Mikuláš beendete er im Jahr 2003 seine Laufbahn.

## Erfolge und Auszeichnungen
- 2002 Slowakischer Meister mit dem HC Slovan Bratislava

## Karrierestatistik
(Legende zur Spielerstatistik: Sp oder GP = absolvierte Spiele; T oder G = erzielte Tore; V oder A = erzielte Assists; Pkt oder Pts = erzielte Scorerpunkte; SM oder PIM = erhaltene Strafminuten; +/− = Plus/Minus-Bilanz; PP = erzielte Überzahltore; SH = erzielte Unterzahltore; GW = erzielte Siegtore; 1 Play-downs/Relegation; Kursiv: Statistik nicht vollständig)

## Familie
Marcel Sakáč ist der Sohn des Eishockeytorwarts Marcel Sakáč senior, der dreimal tschechoslowakischer Meister wurde und für die tschechoslowakische Nationalmannschaft an drei Weltmeisterschaften teilnahm, dabei zweimal die Silbermedaille gewann.